# Haiden
Haiden (jap. 拝殿) – budynek poświęcony modłom i obrzędom kultowym lub oratorium w chramie shintō. 

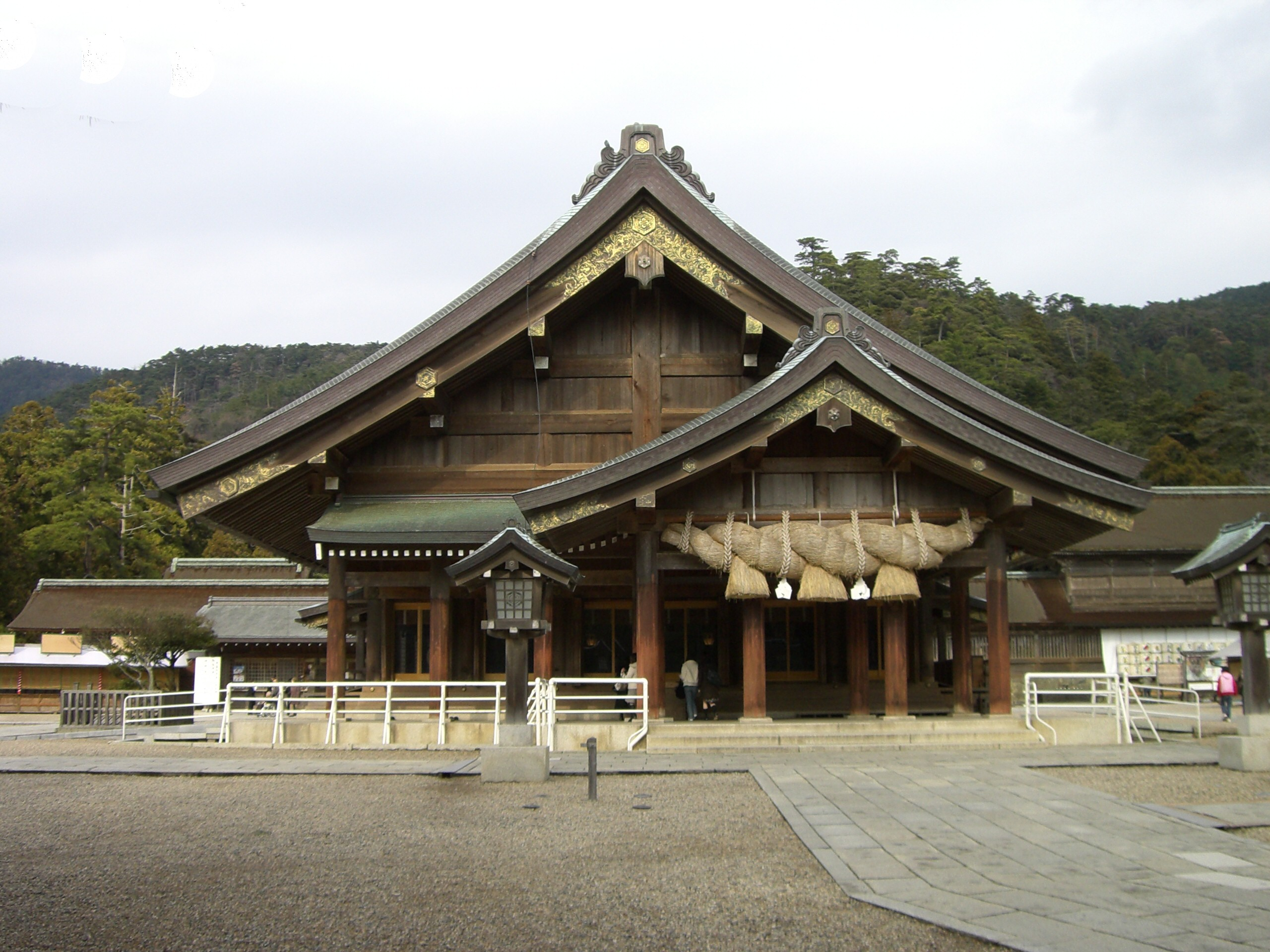
Haiden w chramie Izumo Taisha

Zazwyczaj jest umieszczony od frontu głównego budynku chramu – sanktuarium honden, gdzie przebywają kami. Haiden jest zazwyczaj połączony z honden poprzez heiden – pawilon składania ofiar. W niektórych górskich chramach istnieją tylko pawilony haiden ponieważ bóstwa przebywają w otaczających je górach. 